# Arlič
Arlič je priimek v Sloveniji, ki ga je po podatkih Statističnega urada Republike Slovenije na dan 1. januarja 2010 uporabljalo manj kot 5 oseb.  

## Znani nosilci priimka
- Barbara Arlič Kerstein, zborovodkinja, glasbena pedagoginja
- Herman Arlič, organizator in vodja novogradenj
- Jana Arlič, violinistka
- Janez Arlič (1812—1879), rimskokatoliški duhovnik in pesnik
- Urška Arlič Gololičič (*1980), sopranistka, operna pevka